# Сарняк (Люблінське воєводство)
Сарняк (пол. Sarniak) — село в Польщі, у гміні Лісневичі Холмського повіту Люблінського воєводства.
Населення — 90 осіб (2011).
У 1975-1998 роках село належало до Холмського воєводства.

## Демографія
Демографічна структура станом на 31 березня 2011 року:
|          | Загалом | Допрацездатний вік | Працездатний вік | Постпрацездатний вік |
| -------- | ------- | ------------------ | ---------------- | -------------------- |
| Чоловіки | 47      | 5                  | 36               | 6                    |
| Жінки    | 43      | 3                  | 18               | 22                   |
| Разом    | 90      | 8                  | 54               | 28                   |